# Critolao
Critolao (in greco antico: Κριτόλαος?, Kritólaos; Faselide, 200 a.C. circa – Atene, dopo il 155 a.C.) è stato un filosofo greco antico del II secolo a.C., esponente della scuola peripatetica.

## Biografia
Non si conosce molto della sua vita. Un Critolao è citato da Plutarco, come l'autore di un'opera Sull'Epiro, e di un altro titolo Fenomeni; e da Aulo Gellio, che parla anche di uno storico con questo nome. Se lo storico sia lo stesso filosofo peripatetico, non può essere determinato. Un grammatico Critolao è menzionato nell'Etymologicum Magnum.
Dalla originaria Licia il filosofo si trasferì ad Atene, dove divenne il quinto scolarca del Liceo, la scuola filosofica fondata da Aristotele, della quale Critolao scrisse una Storia che conteneva i testamenti lasciati dagli scolarchi suoi predecessori.
Insieme a Carneade e Diogene di Babilonia fece parte di un'ambasceria ateniese inviata a Roma nel 155 a.C. per chiedere la remissione di una pesante multa di 500 talenti imposta agli ateniesi colpevoli di aver distrutto la città di Oropos.
L'ambasceria ebbe successo politico e suscitò grande interesse presso gli intellettuali romani e gli uomini di stato come Scipione Emiliano, Gaio Lelio Sapiente, Lucio Furio Filo, attirati dall'arte retorica dei greci. Meno accoglienza ebbero le dottrine di cui erano portatori che apparivano pericolose per la morale tradizionale romana agli occhi dei conservatori come Catone che convinse il  senato a rimandare il più rapidamente possibile l'ambasceria in Grecia.

## Pensiero
Critolao, da fedele seguace dello Stagirita, avrebbe voluto svolgere nella scuola peripatetica la funzione di severo custode della dottrina del maestro ma in realtà se ne allontanò in alcuni punti per avvicinarsi, invece, allo Stoicismo. Come il maestro, Critolao sosteneva che il mondo e la stessa umanità fossero eterni ma nello stesso tempo pensava che l'anima fosse di natura materiale, costituita dall'etere, la quintessenza aristotelica. 
Un'ulteriore deviazione dal pensiero originario aristotelico, Critolao la fece nel campo della morale dove sosteneva che la ricerca del piacere fosse un male  fonte di altri mali, riproponendo in questo modo la severità e il rigore etico degli stoici.
Da una testimonianza di Cicerone sappiamo del tentativo di Critolao di operare una sintesi tra l'aristotelismo e lo stoicismo per quanto riguarda la teoria dei tre beni:
(Marco Tullio Cicerone, Tuscolane, V 17, 50)
Critolao, infatti, sosteneva che i beni esteriori e i beni del corpo, posti su uno dei piatti della bilancia, sarebbero risultati molto più leggeri, molto meno importanti, dei beni dell'anima, della virtù, collocati sull'altro piatto. Critolao in questo modo tentava di realizzare un equilibrio tra le concezioni stoiche, per cui virtuosi erano i soli beni spirituali, e quelle aristoteliche per le quali anche i beni fisici e quelli del corpo possono essere indicati come beni.